# Notomastus sonorae
Notomastus sonorae är en ringmaskart som beskrevs av Kudenov 1975. Notomastus sonorae ingår i släktet Notomastus och familjen Capitellidae. Inga underarter finns listade i Catalogue of Life.